# World Soccer
World Soccer, brittiskt fotbollsmagasin.
World Soccer är en av de stora fotbollsmagasinen och täcker världsfotbollen. Tidningen har information kring det mesta inom fotboll och bland annat en stor statistikdel i varje nummer.
Tidningen är också känd för att de avslöjade Sven-Göran Erikssons skandaler med en kvinnlig sekreterare på FA.
World Soccer är medlem i European Sports Magazines.